# Muzeum Uniwersytetu Nawarry
Muzeum Uniwersytetu Nawarry (hiszp. Museo Universidad de Navarra) – to nazwa mieszczącego się na kampusie Uniwersytetu Nawarry w Pampelunie muzeum sztuki współczesnej, które zostało zainaugurowane w dniu 22 stycznia 2015 r. przez parę królewską, króla Felipe VI i królową Leticię. Budynek muzeum jest dziełem architekta nawarryjskiego Rafaela Moneo.

## Historia powstania i zbiory
Inicjatywa budowy muzeum na kampusie uniwersytetu powstała w roku 2008 przy okazji darowizny  kolekcji Maríi Josefy Huarte Beaumont, kolekcjonerki sztuki współczesnej, córki przedsiębiorcy i polityka nawarryjskiego Félixa Huarte na rzecz uniwersytetu.  W skład kolekcji wchodzi 50 obrazów i rzeźb artystów, takich jak Pablo Picasso, Wassily Kandinsky, Eduardo Chillida, Antoni Tàpies, Mark Rothko, Pablo Palazuelo i Jorge de Oteiza. Poza tym obejmuje zbiory darowane przez fotografika José Ortiz-Echagüe w roku 1981, obejmujące ponad 10.000 zdjęć i 100.000 negatywów, od XIX wieku do współczesności, takich artystów jak Fontcuberta, Cohen, Fisher.

## Architektura
Rafael Moneo swoim projektem pragnął połączyć granice miasta z kampusem uniwersytetu. Gmach charakteryzują proste, czyste linie, racjonalne rozplanowanie, zbudowane po części z porowatego betonu, bazaltu i dębu, który obejmuje ponad 11.000 m² powierzchni. Powierzchnia wystawiennicza obejmuje 3000 m².
W skład kompleksu muzealnego wchodzą oprócz powierzchni ekspozycyjnych sala z 700 miejsc, sale studyjne, warsztatowe i sale wykładowe
Dyrektorem generalnym muzeum jest Jaime García del Barrio.

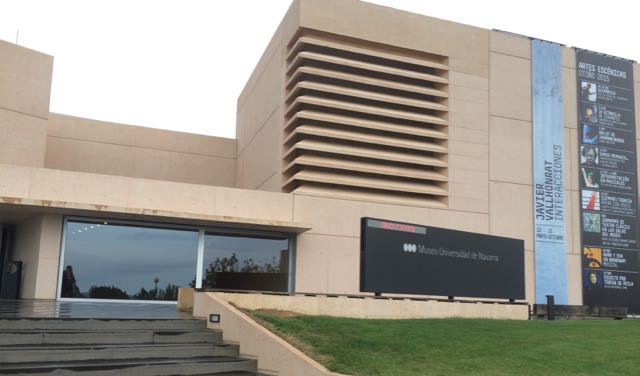
Wejście główne
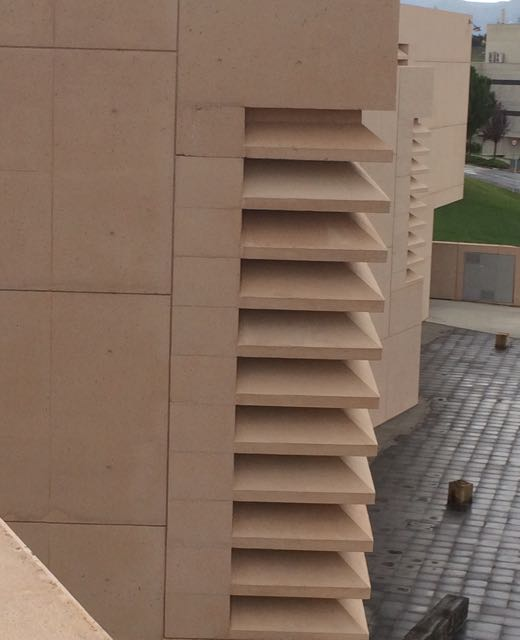
Detal architektoniczny
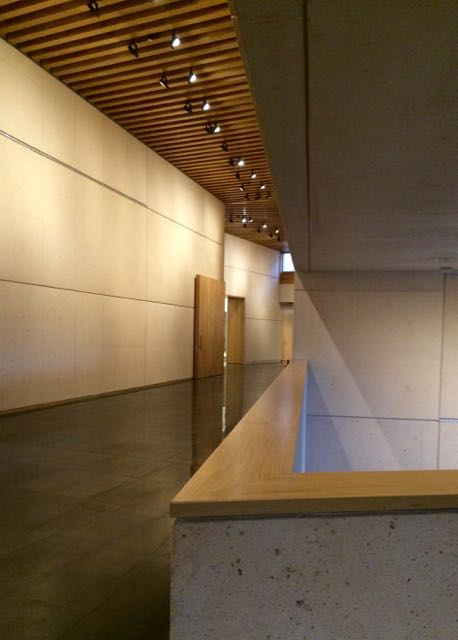
Fragment wnętrza

## Linkowania zewnętrzne
- Strona własna muzeum